# Apelsinolja

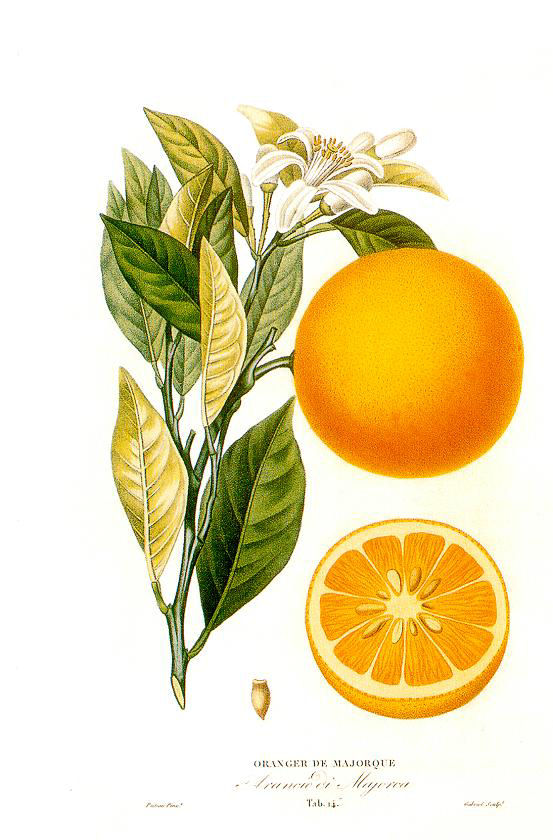
Citrus sinensis (L.) Histoire et culture des orangers A. Risso et A. Poiteau. – Paris Henri Plon, redaktör, 1872

Apelsinolja är en eterisk olja och ett rengöringsmedel som produceras av celler i skalet av en apelsinfrukt (Citrus sinensis). Till skillnad från de flesta eteriska oljor extraheras den som en biprodukt av apelsinjuiceproduktion genom centrifugering, vilket ger en kallpressad olja. Den består huvudsakligen (mer än 90 procent) av d-limonen, och används ofta i stället för ren d-limonen. D-limonen kan extraheras från oljan genom destillation.
Apelsinolja förekommer ofta som rengöringsmedel i till exempel simhallar och duschar. Den kan användas till det mesta från att rengöra räcken till att rensa avlopp och har en frän doft som huvudsakligen kommer från limonen.

## Sammansättning
Föreningarna i en apelsinolja varierar med varje oljeutvinning. Sammansättningen varierar till följd av regionala och säsongsbaserade förändringar samt den metod som används för extraktion. Flera hundra föreningar har identifierats med gaskromatografi-masspektrometri. De flesta ämnena i oljan tillhör terpengruppen med limonen som den dominerande. Långkedjiga alifatiska kolvätealkoholer och aldehyder som 1-oktanol och oktanal är den andra viktiga gruppen av ämnen. Närvaron av sinensetin, en flavon, förklarar den orange färgen.
| Förening            | Italian Orange Oil koncentration [%] | Valencia orange oil koncentration [%] | Valencia orange oil koncentration [%] | Valencia orange oil koncentration [%] |
| ------------------- | ------------------------------------ | ------------------------------------- | ------------------------------------- | ------------------------------------- |
| Limonen             | 93,67                                | 91,4                                  | 95,17                                 | 97,0                                  |
| α-Pinen             | 0,65                                 | 1,4                                   | 0,42                                  | –                                     |
| Sabinen och β-Pinen | 1,00                                 | 0,4                                   | 0,24                                  | –                                     |
| Myrcen              | 2,09                                 | 4,3                                   | 1,86                                  | 0,03                                  |
| Oktanal             | 0,41                                 | –                                     | -                                     | –                                     |
| Linalool            | 0,31                                 | 0,8                                   | 0,25                                  | 0,3                                   |
| δ-3-carene          | 0,31                                 | –                                     | –                                     | –                                     |
| Dekanal             | 0,27                                 | 0,4                                   | 0,28                                  | –                                     |

## Användning

### Strukturell skadedjursbekämpning
I USA är d-Limonene (Orange Oil) en EPA-godkänd och registrerad aktiv ingrediens i Kalifornien och Florida för utrotning av torrvedstermiter, formosanska termiter och andra strukturella skadedjur. Det är den aktiva ingrediensen i den populära strukturella termiticiden XT-2000. Betraktad som ett alternativ till traditionell rökning, ökar d-Limonene apelsinolja i popularitet eftersom cirka 70 procent av moderna konsumenter i Kalifornien föredrar lokala strukturella kemiska injektioner framför traditionell "tältning" eller rökning.

### Biologisk skadedjursbekämpning
Apelsinolja kan användas i gröna bekämpningsmedel för biologisk skadedjursbekämpning. Det kan utrota eller kontrollera myror och andra insekter genom att radera deras doftferomonspårindikatorer eller smälta deras exoskelett, vilket eliminerar angreppet eller stör återangreppet.

### Aromterapimaterial för människor
I praktisk tillämpning av aromaterapi tillskrivs apelsinolja olika fördelar, som möjlighet att "minska stress", kontrollera "ångest", möjliggöra "avkoppling" och "förbättra humör". Aromaterapi är dock en pseudovetenskap och mycket av de påstådda bevisen som citeras för dessa påståenden kommer från forskning som inte har utförts med dubbelblinda studier.

## Risker
Limonen som är huvudkomponenten i oljan är milt irriterande, eftersom den löser upp skyddande hudfetter. Kommersiell användning av apelsinolja, som den som finns i XT-2000, kräver användning av skyddshandskar, enligt EPA-godkänd märkning och de flesta kommunala strukturella skadedjursbekämpningslag som California Structural Pest Control Act från 2015. Limonen och dess oxidationsprodukter är hudirriterande, och limonen-1,2-oxid (bildad genom luftoxidation) är en känd hudsensibiliserare. De flesta rapporterade fall av irritation har orsakats av långvarig industriell exponering för den rena föreningen, t.ex. vid avfettning eller beredning av färger. Men en studie av patienter som uppvisade dermatit visade att 3 procent var sensibiliserade för limonen.
Limonen är också brandfarligt.